# Дневник поруганной женщины
«Дневник поруганной женщины» (1915) — немой художественный фильм Александра Аркатова. В ролях : Д. Читорина, А. Чаргонин, Н. Панов, В. Стрижевский-Радченко. Фильм вышел на экраны 16 июля 1915 года и характеризовался создателями как «психологическая драма („по мемуарам актрисы К…“)». Фильм не сохранился.

## Сюжет
Молодая женщина, видя все свои надежды на жизнь и мечты о счастье, решает без ропота сойти с жизненного пути, поручив свою дочь добрым людям. Последние слова матери, написанные на записке, она кладёт в ладанку, повешенную на грудь дочери, оставив предсмертную просьбу узнать содержимое только тогда, когда дочь полюбит в первый раз. Прошло много лет. Ребёнок превратился в стройную девушку Асю, которая ещё светлыми глазами глядела на жизнь. Очаровывая своими танцами публику, Ася много имела поклонников, и серьёзное внимание из всех их было обращено на неё художником Чаровым. Не умея разбираться ещё как следует в своих чувствах, Ася все свои радости и горе делила со своим дневником. Много раз молодая девушка пыталась вскрыть ладанку матери, но помня её завет, любопытство сдерживала. Ответив согласием позировать художнику Чарову, Ася стала часто встречаться с ним, и в один такой сеанс красивые слова о любви Чарова всколыхнули её сердечко, и первый поцелуй казался ей бесконечно счастливым… Находясь ещё под светлым влиянием минут любви, спешит молодая девушка домой, чтобы узнать завет матери… Но… последние слова записки: «…я была обманута художником Чаровым. Он — твой отец»… как молния прорезали мозг девушки. А… потом… принятый морфий, казалось, облегчил её страдания, и усталая головка тихо склонилась на подушку, уснув непробудным сном…

## Рецензия
Вышедший в 1915 году номер российского журнала Сине-фоно так описывал фильм:

Ч. 1-я. Подкинутый ребёнок. Ч. 2-я. Дневник. Ч. 3-я. Ладонки. Ч. 4-я. Голос из могилы. Тяжелый бархатный гроб утопал в цветах… Их опьяняющий запах заставлял забывать, что лежащая в гробу юная красавица, такая жизнерадостная, уже мертва и больше не встанет… Несколько капель… и молодая, подающая большие надежды жизнь угасла… А с ней угасли и мечты о том счастье, которое так сладко грезилось её партнеру по танцам… Но что заставило прекратиться эту бьющую ключом жизнь? Ответа не было… И разбитый, подавленный неожиданным горем молодой человек отрывается от гроба, тихо бредёт в её комнату: быть может, там он найдет причину… На столе разбросанные бумаги, какие-то разорванные письма, тетради… Перелистывая, он видит, что это дневники — один её матери, а другой, со свежими следами чернил, писан её рукой. И вот страница за страницей он читает короткую повесть — повесть чистой светлой любви… Погоню за обманчивым миражом счастья… Она увлекалась красивым словом, блеском его славы модного художника… Всё в нём ей казалось таким хорошим, таким чистым… Возвратившись как-то со свидания, она, не выдержав, вскрыла завещанный ей матерью медальон, и… сразу померкло яркое счастье. Жизнь беспощадная раскрыла перед ней свою страшную пасть, и, не выдержав, она ушла туда, где нет ни лжи, ни обмана… А они — один, искренне любивший это маленькое существо, а другой, увлекшийся её свежестью и молодостью, оба поникли в рыданиях над её роскошным гробом… А хризантемы, как символ смерти, распространяли свой одурманивающий запах…— Сине-фоно